# ペドロ・バルボーザ
ペドロ・アレシャンドレ・ドス・サントス・バルボーザ（Pedro Alexandre dos Santos Barbosa ポルトガル語発音: [ˈpeðɾu βɐɾˈβɔzɐ]、1970年8月6日 - ）は、ポルトガル・ゴンドマール (ポルトガル)出身の元サッカー選手。現役時代のポジションは、ミッドフィールダー（攻撃的ミッドフィールダー）。

## 経歴
1992年にポルトガル代表デビュー。UEFA EURO '96にも出場した。2002 FIFAワールドカップではメンバーに選ばれたが、出場機会は無かった。ポルトガル代表として21試合に出場、5得点をあげた。

## 代表歴

### 出場大会
- ポルトガル代表
  - 2002 FIFAワールドカップ

### 試合数
- 国際Aマッチ 21試合 5得点（1992年-2002年）[1]

| ポルトガル代表 | 国際Aマッチ | 国際Aマッチ |
| 年             | 出場        | 得点        |
| -------------- | ----------- | ----------- |
| 1992           | 1           | 0           |
| 1993           | 0           | 0           |
| 1994           | 1           | 0           |
| 1995           | 5           | 1           |
| 1996           | 2           | 0           |
| 1997           | 3           | 2           |
| 1998           | 1           | 0           |
| 1999           | 3           | 0           |
| 2000           | 0           | 0           |
| 2001           | 2           | 2           |
| 2002           | 3           | 0           |
| 通算           | 21          | 5           |

## タイトル
スポルティングCP
- プリメイラ・リーガ: 1999-2000, 2001-02[2]
- タッサ・デ・ポルトガル: 2001-02; 準優勝: 1995-96, 1999-2000[2]
- スーペルタッサ・カンディド・デ・オリベイラ: 1995, 2000, 2002[2]
- UEFAカップ 準優勝: 2004-05[3]

個人
- プリメイラ・リーガ月間最優秀選手: 2003年11月[4]